# Mikko Lukka
Mikko Lukka (25 maggio 1974) è un copilota di rally finlandese, vincitore del campionato copiloti WRC-3 nel 2020 con Jari Huttunen.

## Carriera
LoKka fa il suo esordio nel Campionato del mondo Rally nel 2005 quando prende parte, in equipaggio con Jarno Kinnunen, al Rally di Finlandia classificandosi al ventesimo posto. Nel 2019, nuovamente in Finlandia, chiude la manifestazione al quinto posto assoluto conquistando i primi punti iridati. Nel 2020, in equipaggio con Jari Huttunen, vince il titolo mondiale WRC-3.

## Palmarès
- Campionato WRC-3 nel 2020 con Jari Huttunen su Hyundai i20 R5

### Vittorie in WRC-2
| # | Anno | Evento            | Pilota        | Auto                 | Squadra              |
| - | ---- | ----------------- | ------------- | -------------------- | -------------------- |
| 1 | 2021 | Rally di Sardegna | Jari Huttunen | Hyundai i20 R5       | Hyundai Motorsport N |
| 2 | 2021 | Rally di Ypres    | Jari Huttunen | Hyundai i20 N Rally2 | Hyundai Motorsport N |
| 3 | 2021 | Rally di Monza    | Jari Huttunen | Ford Fiesta Rally2   | M-Sport Ford WRT     |

### Vittorie in WRC-3
| # | Anno | Evento            | Pilota        | Auto           |
| - | ---- | ----------------- | ------------- | -------------- |
| 1 | 2020 | Rally di Svezia   | Jari Huttunen | Hyundai i20 R5 |
| 2 | 2020 | Rally di Sardegna | Jari Huttunen | Hyundai i20 R5 |

### Vittorie nel Junior WRC
| # | Anno | Evento             | Pilota         | Auto           |
| - | ---- | ------------------ | -------------- | -------------- |
| 1 | 2013 | Rally di Finlandia | Andreas Amberg | Ford Fiesta R2 |

### Vittorie nell'IRC
| # | Anno | Evento        | Pilota           | Auto                     | Squadra                        |
| - | ---- | ------------- | ---------------- | ------------------------ | ------------------------------ |
| 1 | 2008 | Rally di Cina | Jarkko Miettinen | Mitsubishi Lancer Evo IX | Soueast-Motor Wanyu Rally Team |

### Vittorie in altri rally
| #  | Stagione | Campionato              | Evento                            | Pilota           | Auto                     |
| -- | -------- | ----------------------- | --------------------------------- | ---------------- | ------------------------ |
| 1  | 2008     | Campionato rumeno       | Tess Rally                        | Jarkko Miettinen | Mitsubishi Lancer Evo IX |
| 2  | 2008     | Campionato rumeno       | Raliul Banatului Montan UCM       | Jarkko Miettinen | Mitsubishi Lancer Evo IX |
| 3  | 2008     | Campionato rumeno       | Raliul Hunedoarei LUKOIL          | Jarkko Miettinen | Mitsubishi Lancer Evo IX |
| 4  | 2008     | Campionato rumeno       | Raliul Sibiului Pirelli           | Jarkko Miettinen | Mitsubishi Lancer Evo IX |
| 5  | 2008     | Campionato rumeno       | Raliul Țara Bârsei Seat - Mobil 1 | Jarkko Miettinen | Mitsubishi Lancer Evo IX |
| 6  | 2009     | Campionato rumeno       | Raliul Iaşului                    | Jarkko Miettinen | Mitsubishi Lancer Evo IX |
| 7  | 2009     | Campionato rumeno       | Raliul Sibiului                   | Jarkko Miettinen | Mitsubishi Lancer Evo IX |
| 8  | 2009     | Campionato rumeno       | Raliul Țara Bârsei                | Jarkko Miettinen | Mitsubishi Lancer Evo IX |
| 9  | 2009     | Campionato rumeno       | Raliul Argeșului Euromall         | Jarkko Miettinen | Mitsubishi Lancer Evo IX |
| 10 | 2011     | -                       | TYVI-Pienoisralli                 | Mikko Lehessaari | Subaru Impreza WRX STi   |
| 11 | 2011     | -                       | Hannu 65-v. Pienoisralli          | Mikko Lehessaari | Subaru Impreza WRX STi   |
| 12 | 2020     | Campionato polacco      | MARMA Rajd Rzeszowski             | Jari Huttunen    | Hyundai i20 R5           |
| 13 | 2020     | Campionato polacco      | Rajd Śląska                       | Jari Huttunen    | Hyundai i20 R5           |
| 14 | 2020     | Campionato italiano     | Rally Due Valli                   | Jari Huttunen    | Hyundai i20 R5           |
| 15 | 2020     | -                       | Tor Modlin Rally Show - Kryterium | Jari Huttunen    | Hyundai i20 R5           |
| 16 | 2020     | -                       | Tor Modlin Rally Show             | Jari Huttunen    | Hyundai i20 R5           |
| 17 | 2022     | R-Rallicup              | R.T.P Ralli                       | Teuvo Niskala    | Škoda Fabia R5           |
| 18 | 2023     | Campionato dell'Aragona | Rally Bajo Aragón                 | Benjamin Korhola | Hyundai i20 N Rally2     |

## Risultati nel mondiale rally

### WRC
| 2005 | Scuderia | Vettura                    |  |  |  |  |  |  |  |  |  |    |  |  |  |  |  |  | Punti | Pos. |
| ---- | -------- | -------------------------- |  |  |  |  |  |  |  |  |  | -- |  |  |  |  |  |  | ----- | ---- |
| 2005 |          | Mitsubishi Lancer Evo VIII |  |  |  |  |  |  |  |  |  | 20 |  |  |  |  |  |  | 0     |      |

| 2007 | Scuderia | Vettura                |  |  |  |  |  |  |  |  |    |  |  |  |  |  |  |  | Punti | Pos. |
| ---- | -------- | ---------------------- |  |  |  |  |  |  |  |  | -- |  |  |  |  |  |  |  | ----- | ---- |
| 2007 |          | Subaru Impreza STi N12 |  |  |  |  |  |  |  |  | 37 |  |  |  |  |  |  |  | 0     |      |

| 2009 | Scuderia          | Vettura               |  |  |  |  |  |  |  |  |   |  |  |  |  |  |  |  | Punti | Pos. |
| ---- | ----------------- | --------------------- |  |  |  |  |  |  |  |  | - |  |  |  |  |  |  |  | ----- | ---- |
| 2009 | Munchi's Ford WRT | Ford Focus RS WRC '08 |  |  |  |  |  |  |  |  | 5 |  |  |  |  |  |  |  | 4     | 15º  |

| 2010 | Scuderia | Vettura           |  |  |  |  |  |  |  |     |  |  |  |  |  |  |  |  | Punti | Pos. |
| ---- | -------- | ----------------- |  |  |  |  |  |  |  | --- |  |  |  |  |  |  |  |  | ----- | ---- |
| 2010 |          | Škoda Fabia S2000 |  |  |  |  |  |  |  | Rit |  |  |  |  |  |  |  |  | 0     |      |

| 2011 | Scuderia | Vettura                                               |  |  |  |  |     |  |  |     |  |  |  |  |  |  |  |  | Punti | Pos. |
| ---- | -------- | ----------------------------------------------------- |  |  |  |  | --- |  |  | --- |  |  |  |  |  |  |  |  | ----- | ---- |
| 2011 |          | Mitsubishi Lancer Evo X R4 Mini John Cooper Works WRC |  |  |  |  | Rit |  |  | Rit |  |  |  |  |  |  |  |  | 0     |      |

| 2012 | Scuderia | Vettura            |  |  |  |  |  |  |  |   |  |  |  |  |  |  |  |  | Punti | Pos. |
| ---- | -------- | ------------------ |  |  |  |  |  |  |  | - |  |  |  |  |  |  |  |  | ----- | ---- |
| 2012 |          | Ford Fiesta RS WRC |  |  |  |  |  |  |  | 7 |  |  |  |  |  |  |  |  | 6     | 23º  |

| 2014 | Scuderia | Vettura        |  |  |  |     |  |  |    |    |    |  |  |    |  |  |  |  | Punti | Pos. |
| ---- | -------- | -------------- |  |  |  | --- |  |  | -- | -- | -- |  |  | -- |  |  |  |  | ----- | ---- |
| 2014 |          | Ford Fiesta R2 |  |  |  | Rit |  |  | 32 | 27 | 40 |  |  | 33 |  |  |  |  | 0     |      |

| 2015 | Scuderia | Vettura                 |  |  |  |  |  |  |  |    |  |  |  |  |  |  |  |  | Punti | Pos. |
| ---- | -------- | ----------------------- |  |  |  |  |  |  |  | -- |  |  |  |  |  |  |  |  | ----- | ---- |
| 2015 |          | Mitsubishi Lancer Evo X |  |  |  |  |  |  |  | 39 |  |  |  |  |  |  |  |  | 0     |      |

| 2017 | Scuderia | Vettura        |  |  |  |  |  |  |    |  |    |  |  |  |  |  |  |  | Punti | Pos. |
| ---- | -------- | -------------- |  |  |  |  |  |  | -- |  | -- |  |  |  |  |  |  |  | ----- | ---- |
| 2017 |          | Škoda Fabia R5 |  |  |  |  |  |  | 32 |  | 23 |  |  |  |  |  |  |  | 0     |      |

| 2019 | Scuderia | Vettura        |  |  |  |  |  |  |  |  |    |  |  |  |  |  |  |  | Punti | Pos. |
| ---- | -------- | -------------- |  |  |  |  |  |  |  |  | -- |  |  |  |  |  |  |  | ----- | ---- |
| 2019 |          | Hyundai i20 R5 |  |  |  |  |  |  |  |  | 11 |  |  |  |  |  |  |  | 0     |      |

| 2020 | Scuderia | Vettura        |  |    |  |    |  |   |   |  |  |  |  |  |  |  |  |  | Punti | Pos. |
| ---- | -------- | -------------- |  | -- |  | -- |  | - | - |  |  |  |  |  |  |  |  |  | ----- | ---- |
| 2020 |          | Hyundai i20 R5 |  | 10 |  | 11 |  | 8 | 8 |  |  |  |  |  |  |  |  |  | 9     | 14º  |

| 2021 | Scuderia                              | Vettura                                                               |  |     |  |    |   |  |     |    |  |    |     |    |  |  |  |  | Punti | Pos. |
| ---- | ------------------------------------- | --------------------------------------------------------------------- |  | --- |  | -- | - |  | --- | -- |  | -- | --- | -- |  |  |  |  | ----- | ---- |
| 2021 | Hyundai Motorsport N M-Sport Ford WRT | Hyundai i20 R5 Škoda Fabia R5 Hyundai i20 N Rally2 Ford Fiesta Rally2 |  | Rit |  | 34 | 5 |  | Rit | 19 |  | 11 | Rit | 14 |  |  |  |  | 10    | 19º  |

| 2022 | Scuderia         | Vettura                                    |  |   |    |  |    |  |    |   |     |  |  |    |  |  |  |  | Punti | Pos. |
| ---- | ---------------- | ------------------------------------------ |  | - | -- |  | -- |  | -- | - | --- |  |  | -- |  |  |  |  | ----- | ---- |
| 2022 | M-Sport Ford WRT | Ford Fiesta Rally2 Ford Puma Rally1 Hybrid |  | 9 | 28 |  | 10 |  | 11 | 9 | Rit |  |  | 15 |  |  |  |  | 5     | 26º  |

| 2023 | Scuderia | Vettura            |  |    |  |  |    |  |  |    |    |  |  |  |  |  |  |  | Punti | Pos. |
| ---- | -------- | ------------------ |  | -- |  |  | -- |  |  | -- | -- |  |  |  |  |  |  |  | ----- | ---- |
| 2023 |          | Ford Fiesta Rally3 |  | 40 |  |  | 44 |  |  | 22 | NP |  |  |  |  |  |  |  | 0     |      |

| Legenda | 1º posto | 2º posto | 3º posto | A punti | Senza punti | Ritirato | Squalificato | NP=Non partito C=Gara cancellata | Apice=Power stage |

### SWRC/WRC-2
| 2010 | Scuderia | Vettura           |  |  |  |  |  |  |  |     |  |  |  |  |  |  |  |  | Punti | Pos. |
| ---- | -------- | ----------------- |  |  |  |  |  |  |  | --- |  |  |  |  |  |  |  |  | ----- | ---- |
| 2010 |          | Škoda Fabia S2000 |  |  |  |  |  |  |  | Rit |  |  |  |  |  |  |  |  | 0     |      |

| 2015 | Scuderia | Vettura                 |  |  |  |  |  |  |  |   |  |  |  |  |  |  |  |  | Punti | Pos. |
| ---- | -------- | ----------------------- |  |  |  |  |  |  |  | - |  |  |  |  |  |  |  |  | ----- | ---- |
| 2015 |          | Mitsubishi Lancer Evo X |  |  |  |  |  |  |  | 9 |  |  |  |  |  |  |  |  | 2     | 45º  |

| 2019 | Scuderia | Vettura        |  |  |  |  |  |  |  |  |   |  |  |  |  |  |  |  | Punti | Pos. |
| ---- | -------- | -------------- |  |  |  |  |  |  |  |  | - |  |  |  |  |  |  |  | ----- | ---- |
| 2019 |          | Hyundai i20 R5 |  |  |  |  |  |  |  |  | 2 |  |  |  |  |  |  |  | 18    | 25º  |

| 2021 | Scuderia                              | Vettura                                                |  |     |  |  |   |  |     |   |  |   |     |    |  |  |  |  | Punti | Pos. |
| ---- | ------------------------------------- | ------------------------------------------------------ |  | --- |  |  | - |  | --- | - |  | - | --- | -- |  |  |  |  | ----- | ---- |
| 2021 | Hyundai Motorsport N M-Sport Ford WRT | Hyundai i20 R5 Hyundai i20 N Rally2 Ford Fiesta Rally2 |  | Rit |  |  | 1 |  | Rit | 1 |  | 3 | Rit | 12 |  |  |  |  | 107   | 2º   |

| 2022 | Scuderia         | Vettura            |  |   |    |  |    |  |   |  |     |  |  |   |  |  |  |  | Punti | Pos. |
| ---- | ---------------- | ------------------ |  | - | -- |  | -- |  | - |  | --- |  |  | - |  |  |  |  | ----- | ---- |
| 2022 | M-Sport Ford WRT | Ford Fiesta Rally2 |  | 3 | 18 |  | 31 |  | 4 |  | Rit |  |  | 5 |  |  |  |  | 55    | 8º   |

| Legenda | 1º posto | 2º posto | 3º posto | A punti | Senza punti | Ritirato | Squalificato | NP=Non partito C=Gara cancellata | Apice=Power stage |

### WRC-3
| 2020 | Scuderia | Vettura        |  |   |  |   |  |   |   |  |  |  |  |  |  |  |  |  | Punti | Pos. |
| ---- | -------- | -------------- |  | - |  | - |  | - | - |  |  |  |  |  |  |  |  |  | ----- | ---- |
| 2020 |          | Hyundai i20 R5 |  | 1 |  | 2 |  | 1 | 3 |  |  |  |  |  |  |  |  |  | 83    | 1º   |

| 2023 | Scuderia | Vettura            |  |   |  |  |   |  |  |   |    |  |  |  |  |  |  |  | Punti | Pos. |
| ---- | -------- | ------------------ |  | - |  |  | - |  |  | - | -- |  |  |  |  |  |  |  | ----- | ---- |
| 2023 |          | Ford Fiesta Rally3 |  | 8 |  |  | 2 |  |  | 3 | NP |  |  |  |  |  |  |  | 37    | 9º   |

| Legenda | 1º posto | 2º posto | 3º posto | A punti | Senza punti | Ritirato | Squalificato | NP=Non partito C=Gara cancellata | Apice=Power stage |

### Junior WRC
| 2013 | Scuderia | Vettura        |  |  |  |   |  |     |  |    |  |  |  |  |  |  |  |  | Punti | Pos. |
| ---- | -------- | -------------- |  |  |  | - |  | --- |  | -- |  |  |  |  |  |  |  |  | ----- | ---- |
| 2013 |          | Ford Fiesta R2 |  |  |  | 4 |  | Rit |  | 15 |  |  |  |  |  |  |  |  | 42    | 7º   |

| Legenda | 1º posto | 2º posto | 3º posto | A punti | Senza punti | Ritirato | Squalificato | NP=Non partito C=Gara cancellata | Apice=Power stage |